# Sabellides capensis
Sabellides capensis är en ringmaskart som beskrevs av Francis Day 1961. Sabellides capensis ingår i släktet Sabellides och familjen Ampharetidae. Inga underarter finns listade i Catalogue of Life.